# Comitatul Blount, Tennessee
Comitatul Blount (în engleză Blount County) este un comitat din statul Tennessee, Statele Unite ale Americii.

## Comitate adiacente
- Knox County, Tennessee - nord
- Sevier County, Tennessee - est
- Swain County, North Carolina - sud
- Graham County, North Carolina - sud-vest
- Monroe County, Tennessee - sud-vest
- Loudon County, Tennessee - vest